# Humboldt (månkrater)
För andra betydelser, se Humboldt.
Humboldt är en nedslagskrater på månen. Humboldt har fått sitt namn efter den tyske friherren Wilhelm von Humboldt.

## Satellitkratrar
| Humboldt | Latitud | Longitud | Diameter |
| -------- | ------- | -------- | -------- |
| B        | 30.9° s | 83.7° Ö  | 21 km    |
| N        | 26.0° s | 80.5° Ö  | 14 km    |